# Canal 8 (Costa Rica)
Canal 8 es un canal de televisión abierta costarricense de origen mexicano operado por Grupo Multimedios. El canal inició operaciones el 29 de julio de 2017.
El 14 de agosto de 2019 Multimedios apaga sus transmisiones analógicas en el Gran Área Metropolitana con el apagón analógico pero manteniendolas en zonas rurales donde dicho apagón se completaría hasta 2021.
Actualmente transmite en Televisión digital terrestre a nivel nacional en el canal virtual 8.1.
Es el tercer canal con mayor audiencia en la televisión costarricense según estudios de la empresa Ipsos en agosto de 2020, siendo su noticiero Telediario el programa más visto del canal.

## Programación
Multimedios al ser un canal generalista, posee programación variada principalmente producciones costarricenses tanto propias como de producción independientes, al principio retransmitia la señal de Multimedios México y Milenio TV, ambas señales propiedad de Grupo Multimedios.
Actualmente entre su programación se pueden encontrar las versiónes costarricenses del noticiero Telediario y el programa deportivo Fútbol al día, otros programas destacados son Alerta 8, Mi casa es su casa y La Revista, tambien transmite producciones de la casa matriz de Multimedios en México.